# 龙南市
龙南市在中国江西省南部，是赣州市所辖的一个县级市、总面积为1640.55平方公里，龙南是世界围屋之都，市人民政府駐龍南鎮龙翔大道1号。

## 名称由来
因原县治在龙头山（一说百丈龙潭，又一说百丈龙滩）之南，取名龙南，寓「龙兴岭南」之意，故而得名。

## 历史沿革
龙南建县于南唐保大十一年（公元 953 年）。
2020年6月29日，江西省人民政府公布，龙南县改为县级龙南市。

## 地理
龙南市处于中纬度偏南区，属典型的亚热带湿润季风气候，日照充足，温暖多雨。全县土地面积 1641 平方公里。境内有石峰连绵的小武当山、国家级自然保护区九连山、九曲十八滩的龙头瀑布，以及国家级文物保护单位关西围、燕翼围等360多座客家围屋群和汤湖温泉等旅游资源，而且还有稀土、钨、煤、石灰石、大理石、膨润土和铁矿等 40 多种矿产资源，其中离子型重稀土的储量占世界淋积型重稀土储量的 70% ，质量居世界之首，被誉为“重稀土之乡”。同时，野生动植物资源繁多，珍稀动植有红豆杉、银杏、观光木、云豹、水鹿等，是国内著名的珍稀物种基因库；淡水鱼有80多种，其中龙头鱼历史上曾为贡品；目前，全县活立木苔积量达600万立方米；可供开发利用的水能蕴藏量达10.4万千瓦；地热资源有5处之多，水温达50—80℃。

## 行政区划
龙南市下辖9个镇、5个乡：
龙南镇、武当镇、杨村镇、汶龙镇、程龙镇、关西镇、里仁镇、渡江镇、九连山镇、桃江乡、东江乡、临塘乡、南亨乡、夹湖乡、江西龙南经济技术开发区和安基山林场。

## 交通
境内有纵贯南北的105国道、横跨东西的京九铁路及贛深客運專線与穿境而过的赣粤高速公路编织而成的交通网。
- 105国道
- 赣粤高速公路
- 京九铁路：龙南站、关西镇站
- 贛深客運專線：龍南東站

## 经济

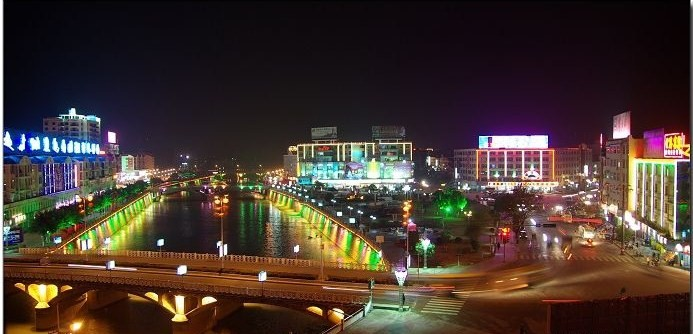
龙南滨江广场

2012年，龙南县地区生产总值达904180万元。其中，第一产业增加值100238万元，第二产业增加值505997万元，第三产业增加值297945万元。2012年龙南县人均地区生产总值达29900元。2012年龙南县三次产业结构为11.0：56.0：33.0。2012年龙南县社会消费零售总额达189301万元。2012年末龙南县城镇居民人均可支配收入达13072元，农民人均纯收入达5910元。
南昌海关设有龙南办事处，管辖区域为信丰、安远、寻乌、龙南、定南、全南等6个县市。

## 教育
2012年，龙南县拥有76所学校。在校各类学生42438人。其中：小学生24056人，普通中学学生10427人，职业中学学生1848人，普通高中学生5641人，县幼儿园学生466人。

## 人口
2012年龙南总人口321049人，其中城区人口约10万人，出生人口6362人，出生率19.8‰，死亡人口3200人，死亡率9.97‰。
龙南市，2020年未常住人口为319166人，男性人口占比51.44%，女性人口占比48.56%，年龄结构中0-14岁占比21.8%，15-59岁占比61.97%，60岁以上占比16.24%，65岁以上占比11.11%。

## 特产
龙南所产的杉木称「龙木」。

## 风景名胜

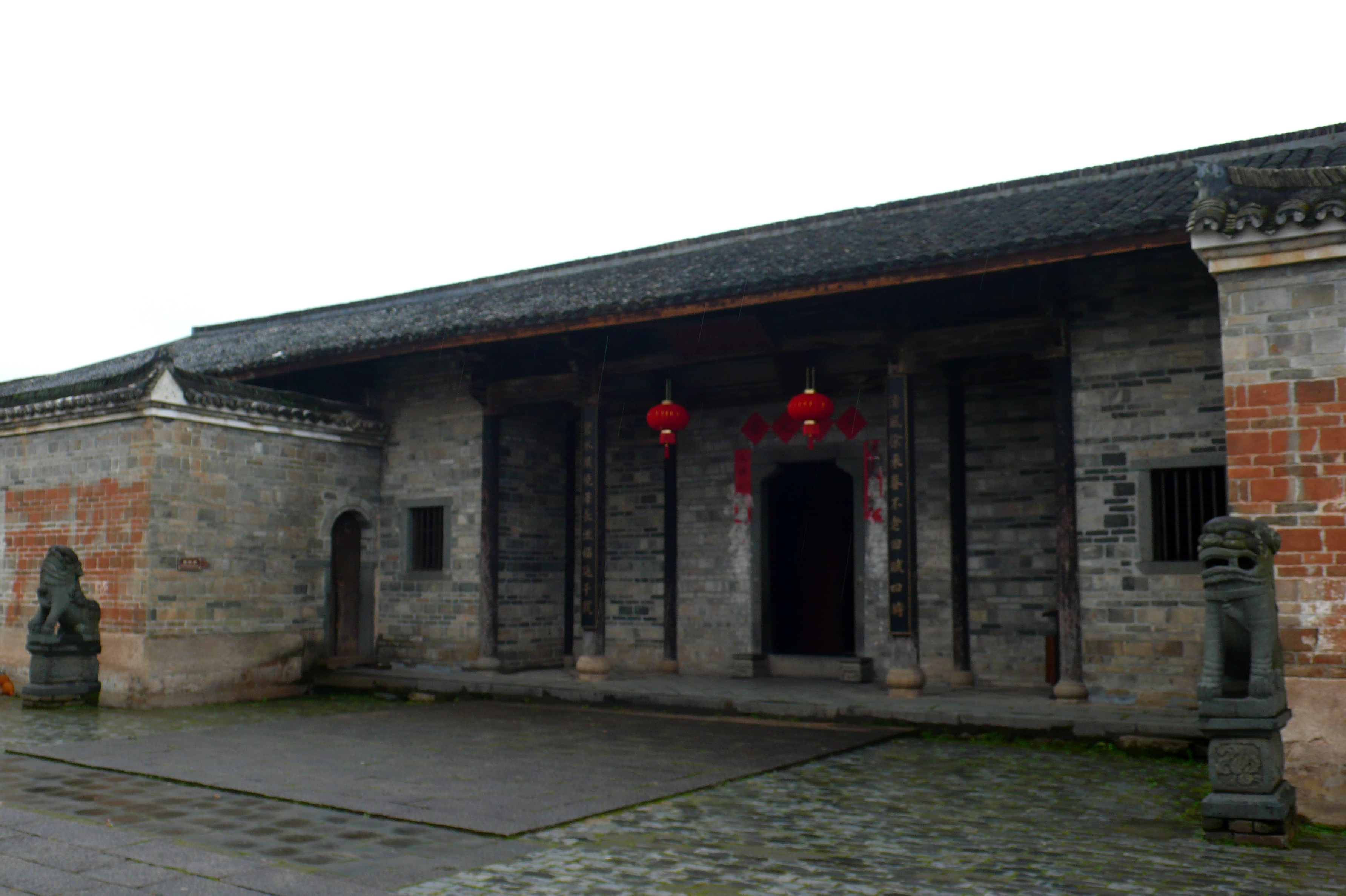
关西新围府第正门

- 小武当山：位于武当镇，是集丹霞地貌风光和佛教文化为一体的省级风景名胜旅游区，面积13.5平方公里。[6]
- 杨梅千年古树群风景区，位于程龙镇境内，面积18平方公里。[7]
- 龙头风景区，位于桃江乡，面积29平方公里。
- 客家围屋，龙南共有客家围屋376座，其中关西新围、燕翼围为国家重点文物保护单位。龙南被上海大世界基尼斯总部授予“拥有客家围屋最多的县”称号。[2]
- 玉石仙岩，位于县城北3.5公里处，岩中有溶洞群
- 汤湖温泉
- 九连山